# N,O-Dimethylhydroxylamin
N,O-Dimethylhydroxylamin ist eine chemische Verbindung aus der Gruppe der Amine. Es leitet sich als methylgruppensubstituiertes Derivat vom Hydroxylamin ab.

## Darstellung und Gewinnung
Die Synthese der Verbindung startet mit der Umsetzung von Ethylchlorformiat mit Hydroxylaminhydrochlorid und anschließender Methylierung mit Dimethylsulfat. Die resultierende Zwischenverbindung ergibt durch eine Hydrolyse in Gegenwart von konzentrierter Salzsäure die Zielverbindung als Hydrochlorid. Das freie N,O-Dimethylhydroxylamin kann durch die Umsetzung mit Kalilauge und anschließende Destillation gewonnen werden.

## Verwendung
N,O-Dimethylhydroxylamin wird als Reagenz zur Herstellung von Weinreb-Amiden bei der Weinreb-Amid-Ketonsynthese verwendet.